# Róbert Virovai
Robert Virovai (Duravar, Iugoslàvia) el 10 de març, 1921 - Schaffhausen (Suïssa), 3 de desembre, 2015), fou un violinista de concert hongarès avui dia està gairebé totalment oblidat.
Va començar els seus estudis de violí amb la seva mare als 6 anys. Als 8 anys, estudiava al Conservatori de Belgrad amb Petar Stojanović, un violinista, professor i compositor serbi. Hi va passar quatre anys. Després va estudiar, a partir dels 13 anys, amb Jenő Hubay al Conservatori de Budapest. Hubay va dir més tard d'ell: "Virovai toca tan bellament que fins i tot a mi em sorprèn". Algunes fonts diuen que Hubay el va declarar el seu millor alumne. Róbert Virovai va obtenir el primer lloc al Concurs Internacional de Violí de Viena el 1937; en aquell temps tenia per professor de violi en Ede Zathureczky. Va viure a la ciutat de Nova York durant un temps, però més tard va passar la major part de la seva carrera a Europa. Va debutar als Estats Units (tocant un Stradivarius de lloguer) el 3 de novembre de 1938, als 17 anys, amb la Filharmònica de Nova York. Va tocar el Quart Concert en re menor (Opus 31) de Vieuxtemps i tots els crítics van coincidir que va ser sensacional, un d'ells declarant que "el seu atac va ser positivament ferotge". Més tard va tocar en solitari al Carnegie Hall el 17 de desembre del mateix any. Virovai aviat va ser situat entre els primers violinistes.
Es deia que la seva interpretació era "remarcable per la seva velocitat, precisió i un to preciós". Va fer una gira pels Estats Units durant dos o tres anys després d'això, tocant amb les orquestres més importants. Després va desaparèixer, passant la major part del temps a Europa. Pel que sé sap, mai va gravar res comercialment, tot i que això seria extremadament inusual, ja que la tecnologia d'enregistrament va tenir un augment progressiu a la dècada de 1950, quan Virovai hauria tingut trenta anys. La majoria dels violinistes arriben al seu apogeu entre els trenta i els cinquanta anys. Per què no hi ha registre d'una discografia és un misteri. Potser simplement no s'ha cercat correctament.
Robert Virovai va ser el director dels segons violins al Musikkollegium Winterthur des del 1978 fins a la seva jubilació el 1986. Durant aquest temps, també va actuar com a solista amb l'orquestra amb els concerts de Brahms, Beethoven, Txaikovski, Mozart i altres. Hi ha un parell d'enregistraments d'arxiu d'aquests, i la seva interpretació encara és increïble! També va oferir recitals en solitari amb suites per a solista de Bach, entre altres obres, i va ser membre del quartet de corda de Winterthur.
De jove, Virovai parlava quatre idiomes amb fluïdesa: alemany, hongarès, croat i eslovè.